# Tomoderus metallicus
Tomoderus metallicus es una especie de coleóptero de la familia Anthicidae.

## Distribución geográfica
Habita en Papúa Nueva Guinea.